# Dayro Moreno
Dayro Mauricio Moreno Galindo (ur. 16 września 1985 w Chicoral) – kolumbijski piłkarz występujący najczęściej na pozycji napastnika, obecnie zawodnik Once Caldas.

## Kariera klubowa
Dayro Moreno jest wychowankiem klubu Once Caldas. W 2003 roku zadebiutował w jego barwach w lidze kolumbijskiej. W następnym roku odniósł największy sukces w karierze w postaci zdobycia Copa Libertadores 2004. Na początku 2007 był wypożyczony do brazylijskiego klubu Athletico Paranaense, lecz po rozegraniu dwóch meczów powrócił do Once Caldas.
58 bramek w 136 meczach zaowocowały transferem do rumuńskiej Steauy Bukareszt. W barwach Steauy zadebiutował 24 lutego 2008 w przegranym 1–2 meczu z Politehniki Jassy.
Tylko 9 bramek w 44 meczach spowodowały decyzję Moreno o powrocie do Once Caldas w styczniu 2010. 
W ponowny debiut barwach Once Caldas miał miejsce 28 lutego 2010 w wygranym 3–1 meczu z Millonarios FC. Był to udany debiut, gdyż w 82 min. Moreno strzelił bramkę ustalającą wynik. Z Once Caldas zdobył mistrzostwo Kolumbii 2010.
2 czerwca 2011 Moreno za sumę 2,5 miliona euro przeszedł do meksykańskiego Club Tijuana. Tam spędził pół roku, po czym wrócił do Once Caldas na zasadzie wypożyczenia.
| Sezon   | Klub                 | Kraj     | Rozgrywki                     | Mecze | Bramki |
| ------- | -------------------- | -------- | ----------------------------- | ----- | ------ |
| 2003    | Once Caldas          | Kolumbia | Copa Mustang                  | 12    | 0      |
| 2004    | Once Caldas          | Kolumbia | Copa Mustang                  | 43    | 8      |
| 2005    | Once Caldas          | Kolumbia | Copa Mustang                  | 27    | 12     |
| 2006    | Once Caldas          | Kolumbia | Copa Mustang                  | 32    | 20     |
| 2007    | Athletico Paranaense | Brazylia | Campeonato Brasileiro Série A | 2     | 1      |
| 2007    | Once Caldas          | Kolumbia | Copa Mustang                  | 22    | 16     |
| 2007/08 | Steaua Bukareszt     | Rumunia  | Liga I                        | 11    | 2      |
| 2008/09 | Steaua Bukareszt     | Rumunia  | Liga I                        | 28    | 5      |
| 2009/10 | Steaua Bukareszt     | Rumunia  | Liga I                        | 5     | 2      |
| 2010    | Once Caldas          | Kolumbia | Copa Mustang                  | 32    | 19     |
| 2011    | Once Caldas          | Kolumbia | Copa Mustang                  | 13    | 5      |
| 2011/12 | Club Tijuana         | Meksyk   | Liga MX                       | 12    | 5      |
| 2012    | Once Caldas          | Kolumbia | Copa Mustang                  |       |        |

## Kariera reprezentacyjna
W reprezentacji Kolumbii Moreno zadebiutował 2 marca 2006 w zremisowanym 1–1 towarzyskim meczu z Wenezuelą. W 2011 został powołany do reprezentacji na turniej Copa América.